# ينغفار براين
ينغفار براين (بالنرويجية البوكمول: Yngvar Bryn)‏ هو متزلج فني نرويجي، ولد في 17 ديسمبر 1881 في كريستيانساند في النرويج، وتوفي في 30 أبريل 1947 في أوسلو في النرويج.

## وصلات خارجية
- ينغفار براين على موقع اللجنة الأولمبية الدولية (الإنجليزية)
- ينغفار براين على موقع أوليمبيديا (الإنجليزية)